# Cratere Shirin
Shirin è un cratere sulla superficie di Encelado.